# シャトー＝ドロンヌ
シャトー＝ドロンヌ （Château-d'Olonne）は、フランス、ペイ・ド・ラ・ロワール地域圏、ヴァンデ県の旧コミューン。

## 地理
フランス大西洋岸の中間に位置する、コート・リュミエールのコミューンである。海水浴保養地のレ・サーブル＝ドロンヌから自然に海水浴場が延長している。町はオロンヌ地方の一部であり、ヴァンデ第2の都市中核であり、ヴァンデ第1の観光地である。

### 交通
- パリからル・マン、アンジェを経由するロセアーヌ道路。また、ラ・ロッシュ＝シュル＝ヨンへ向かうオートルート A87はN160道路としてレ・サーブル＝ドロンヌへ向かい、シャトー＝ドロンヌに達する。
- ボルドーからA10道路で達する。オートルート 837を経由してサントから達する。ラ・ロシェルから県道105号線、県道949号線を利用する。
- ナント駅からレ・サーブル＝ドロンヌ駅まで毎日TERの路線が毎日発着する。この路線は2008年12月以来電化され、TGVによってパリへと直接接続されている。
- プライベート利用の飛行機はランド飛行場を利用する。
- 旅客機はナント・アトランティク空港、ラ・ロシェル-イル・ド・レ空港を利用する。

## 住宅
2009年、町の住宅数は9665軒で、1999年には8149軒であった。これら住宅のうち、66.1%が自宅として利用していた。30.4%が別荘としての利用で、3.5%が空き家だった。住宅のうち77.8%が一戸建てで、21.2%が集合住宅だった。空き室の公営集合住宅を借りた割合は、6.1%から3.8%へと大幅に減少している。

## 人口統計
| 1962年 | 1968年 | 1975年 | 1982年 | 1990年 | 1999年 | 2006年 | 2011年 |
| ------ | ------ | ------ | ------ | ------ | ------ | ------ | ------ |
| 3838   | 5771   | 7552   | 8836   | 10976  | 12908  | 12950  | 13473  |

参照元:1999年までEHESS、2004年以降INSEE

## 歴史

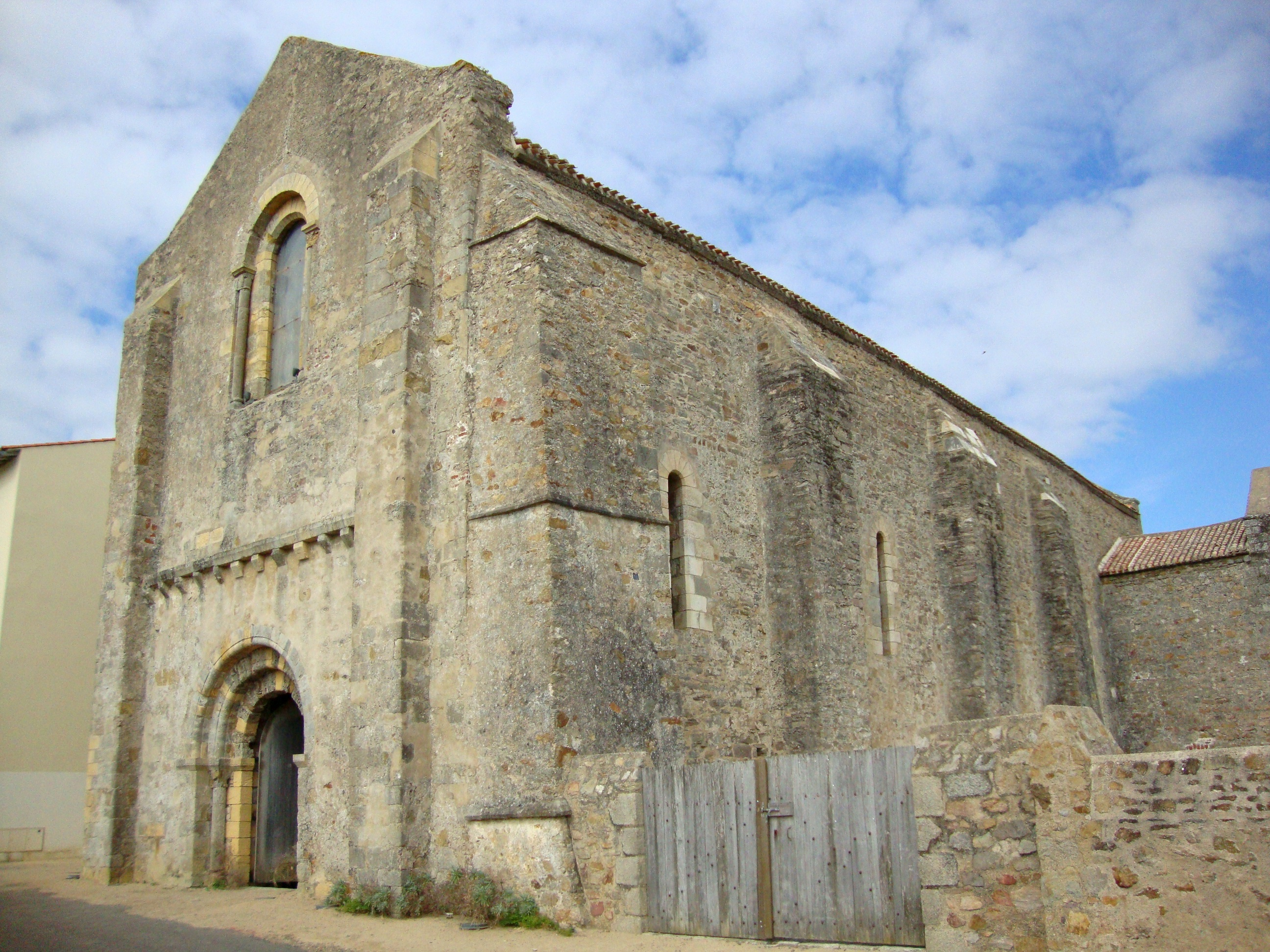
サン・ジャン・ドルベスティエ修道院

シャトー＝ドロンヌの名は、現在のサンティレール教会の場所にかつて城があったという史実に由来している。イングランド軍の潜在的な侵攻を避けるため、城はリシュリューの命令によって17世紀初頭に破壊された。現在の教会は、城の跡地に、城の石を使って建てられた。
2019年1月1日、レ・サーブル＝ドロンヌ、オロンヌ＝シュル＝メールと合併し、コミューン・ヌーヴェル（fr。地方自治体改革の2010年12月16日施行の2010-1563法第21条による、合併によって新設されたコミューン）のレ・サーブル＝ドロンヌとなった。

## 史跡
- サン・ジャン・ドルベスティエ修道院 - 1107年、ポワトゥー伯ならびにアキテーヌ公であったギヨーム9世がベネディクト会派修道院として建立。

## 姉妹都市
- ワージング、イギリス[4]

## 参照
INSEE[lire en ligne]
1. ↑  LOG T1M - Évolution du nombre de logements par catégorie.
2. ↑  LOG T2 - Catégories et types de logements.
3. ↑  LOG T7 - Résidences principales selon le statut d'occupation.